# Temple de Khonsou (Karnak)
Pour les articles homonymes, voir Temple de Khonsou.
Le temple de Khonsou est un ancien temple égyptien. Il est situé dans la grande enceinte d'Amon-Rê à Karnak, à Louxor, en Égypte. L'édifice est un exemple d'un temple du Nouvel Empire presque complet et a été construit à l'origine par Ramsès III sur le site d'un temple antérieur. La porte d'entrée de ce temple se trouve au bout de l'avenue des sphinx qui menait au temple de Louxor. À l'époque ptolémaïque, Ptolémée III Évergète Ier  a construit une grande porte et un mur d'enceinte pour le temple; seule la passerelle est encore debout. Les inscriptions à l'intérieur du parvis du temple ont été faites à l'époque d'Hérihor.
La salle hypostyle a été érigée par Nectanébo Ier et n'est pas de grande taille ; à l'intérieur ont été trouvés deux babouins qui semblent avoir été sculptés à l'époque de Séthi Ier. Il appartenait probablement à l'ancien bâtiment du site.
De nombreux blocs aux décorations inégalées et inversées peuvent être vus, montrant la quantité de reconstruction et de réutilisation des matériaux des complexes de temples environnants, en particulier à l'époque ptolémaïque.
De 2006 à 2018, le Centre de recherche américain en Égypte a effectué des travaux de conservation.

## Galerie

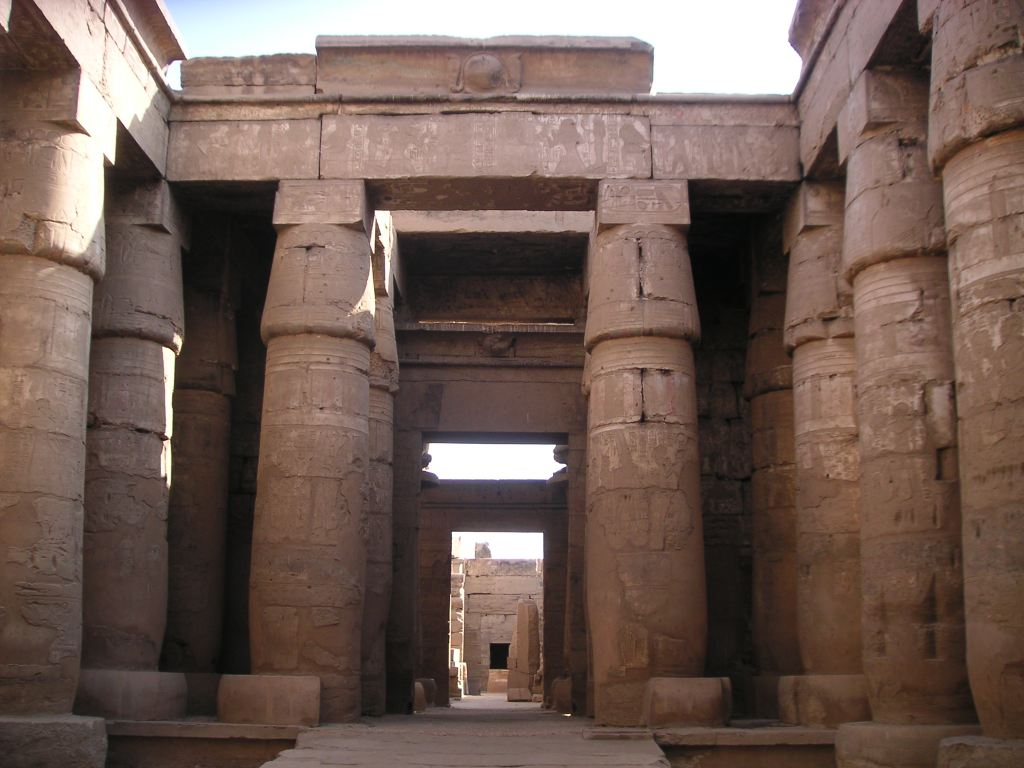
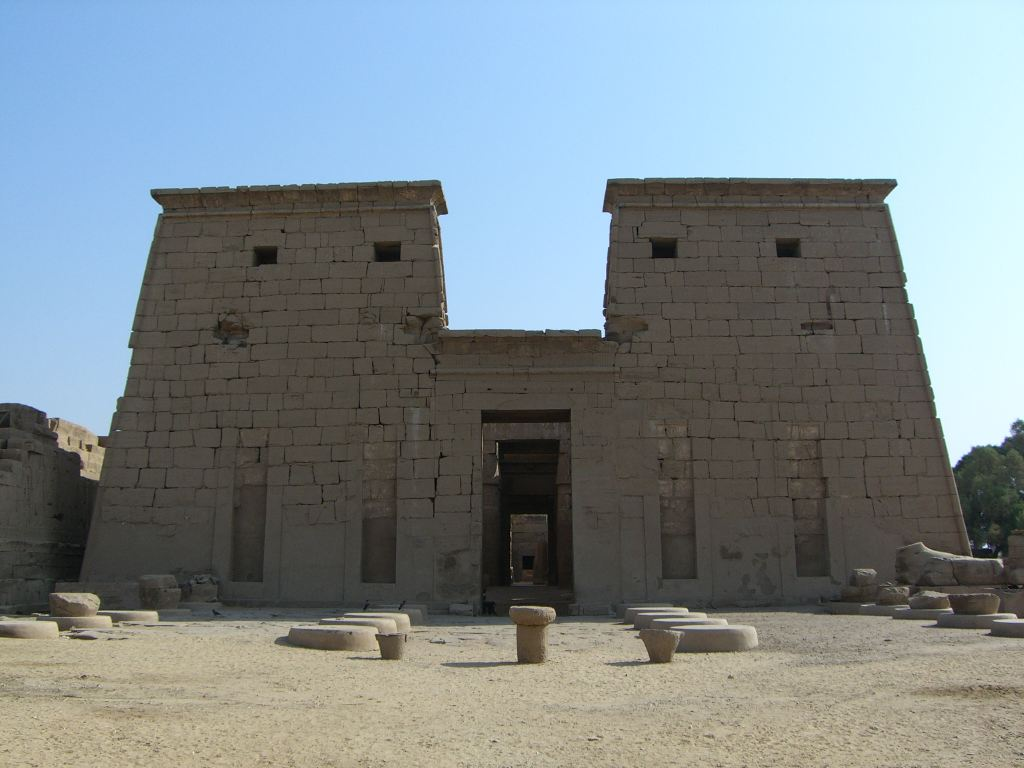
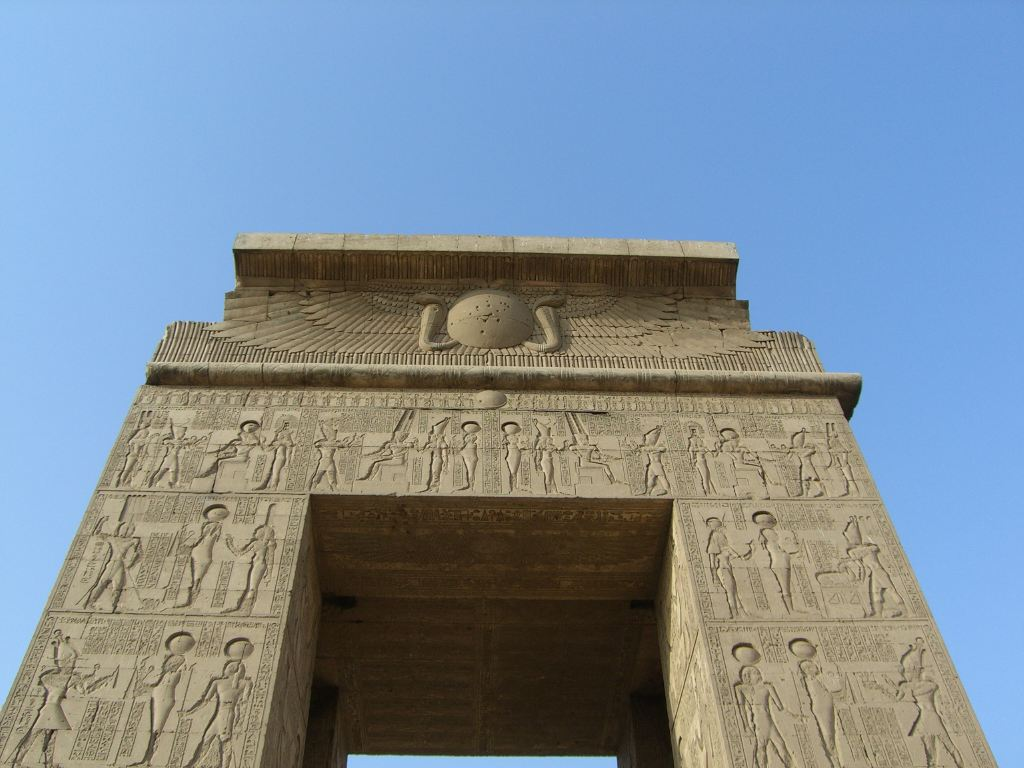
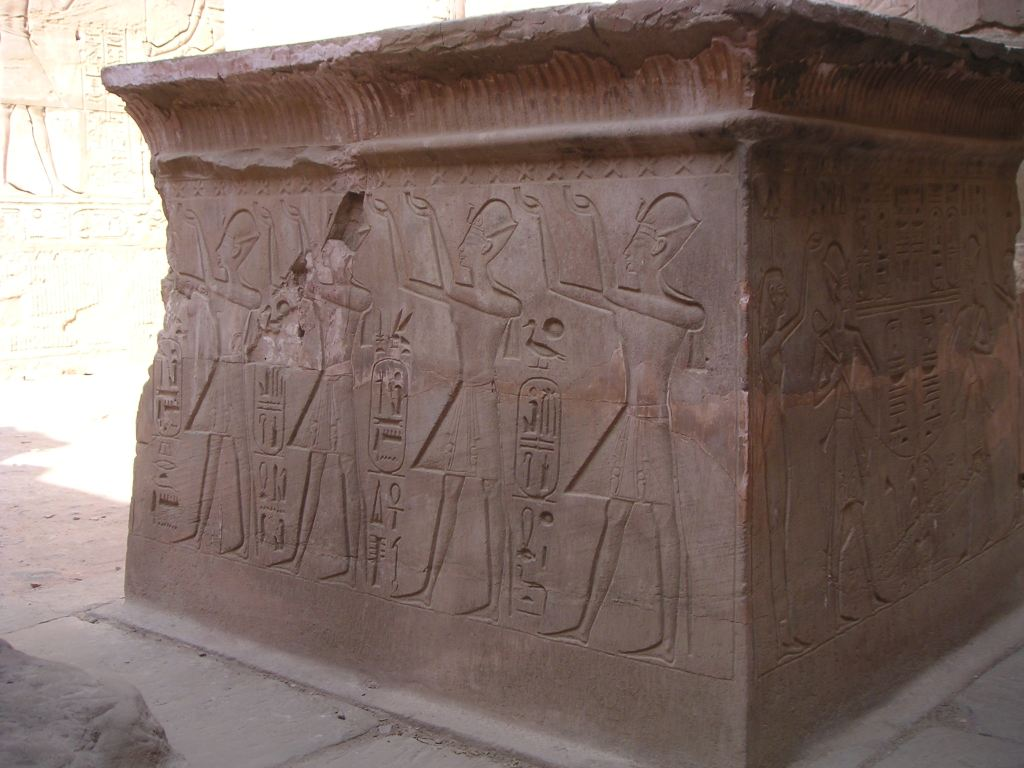
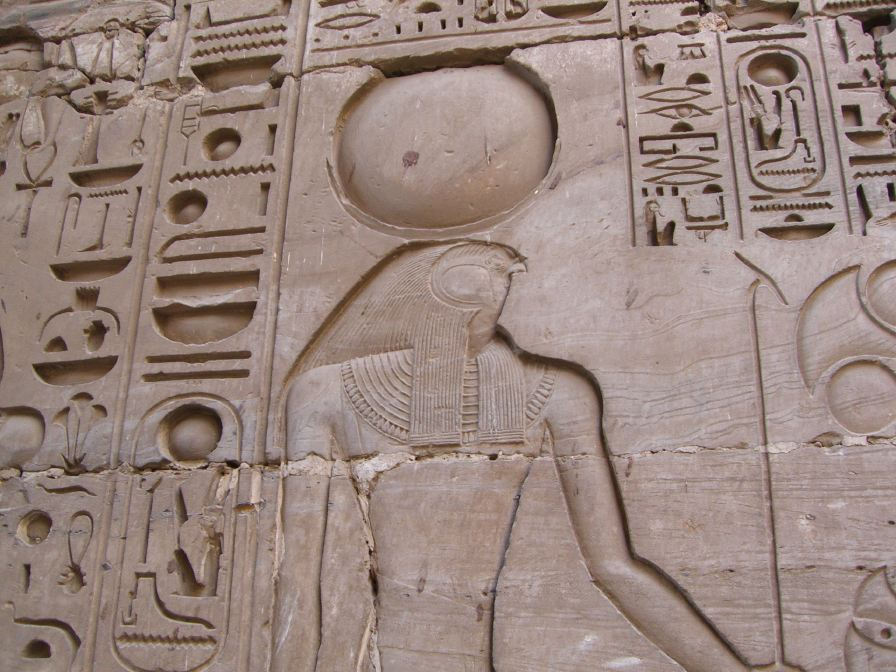
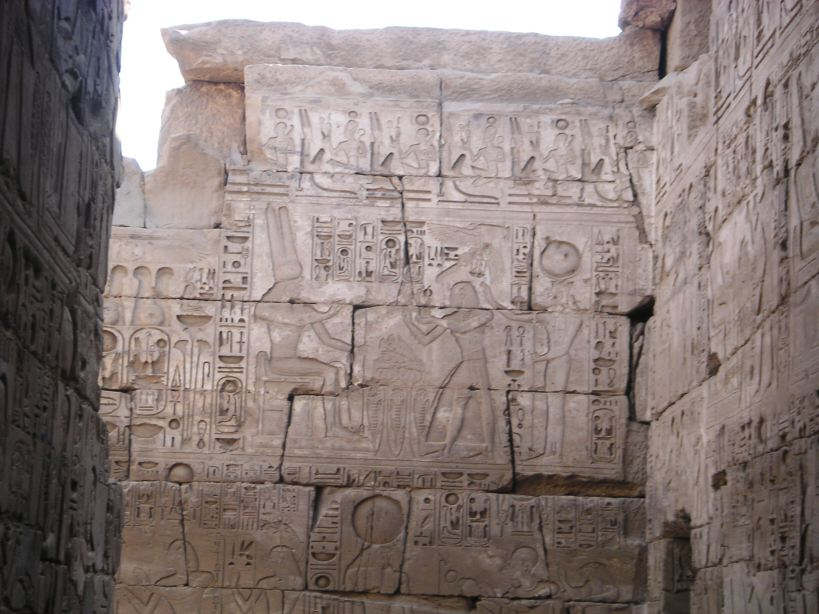
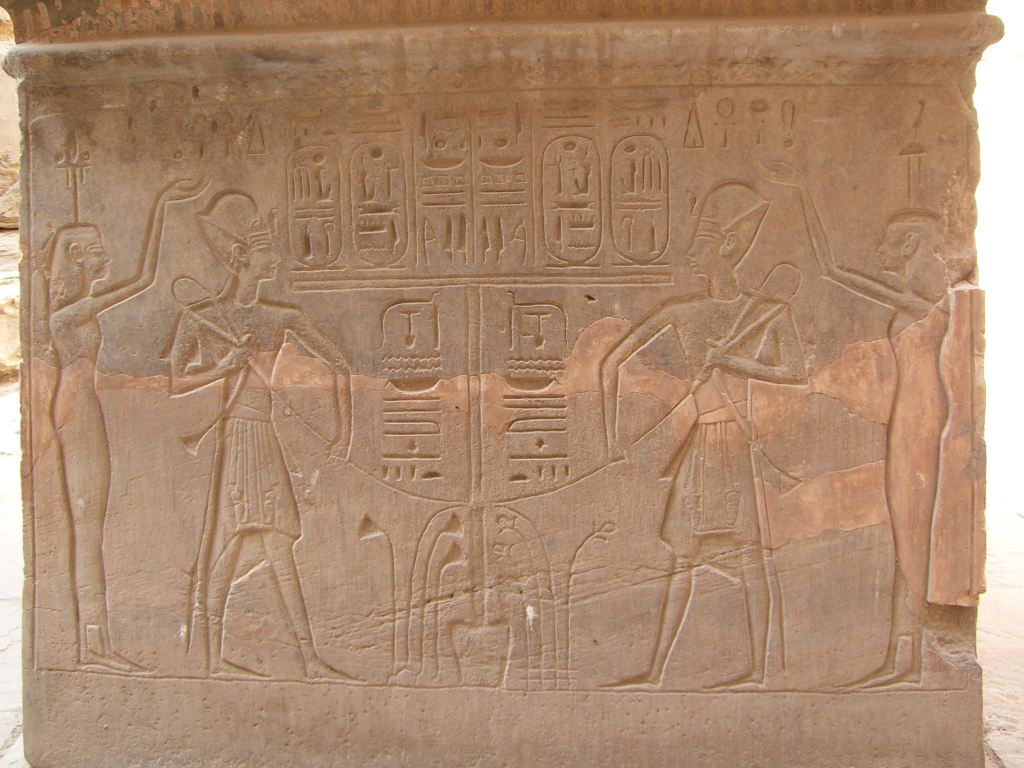
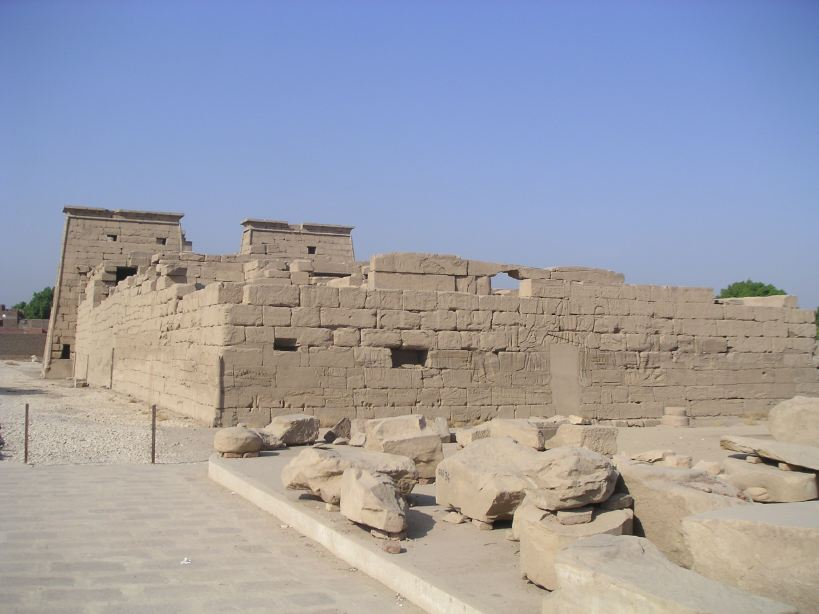
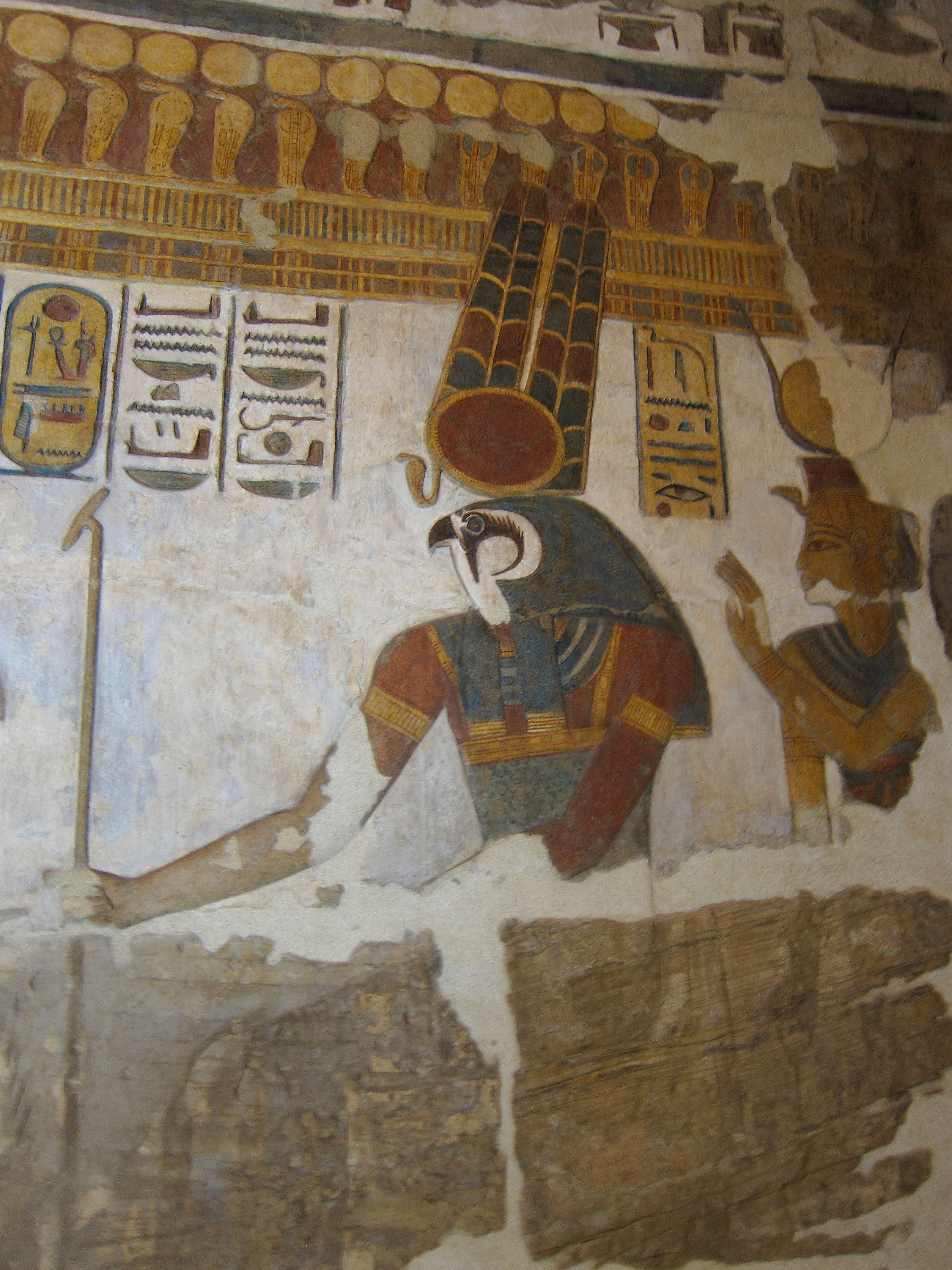